# Jules Bianchi
Jules Lucien André Bianchi (Nica, Francuska, 3. kolovoza 1989. – Nica, Francuska, 17. srpnja 2015.) je bio francuski vozač automobilističkih utrka. Godine 2007. je osvojio naslov u Francuskoj Formuli Renault 2.0, a 2009. naslov u Euro Formuli 3. U Formuli 1 je nastupao 2013. i 2014. za momčad Marussia, a najbolji rezultat je ostvario na Velikoj nagradi Monaka 2014. kada je osvojio deveto mjesto. 
Dana 5. listopada, Bianchi je na 15. utrci prvenstva 2014., na Velikoj nagradi Japana u 41. krugu, izletio po kišnim uvjetima za vrijeme dvostrukih žutih zastava u trenucima dok je dizalica sa staze micala bolid Adriana Sutila. FIA je objavila detalje nesreće u kojoj je Bianchi pretrpio najveće usporenje od 254 g u trenutku dok je udario u 6.8 tona tešku dizalicu – Francuz je sa staze izletio pri brzini od 198 km/h, a u dizalicu je udario 2,61 sekundi kasnije brzinom od 125 km/h. Nakon devetomjesečne borbe s posljedicama sudara na japanskoj Suzuki, Jules Bianchi je preminuo 17. srpnja 2015.

## Vanjske poveznice
- Jules Bianchi - Driver Database
- Jules Bianchi - Stats F1